# Litsea spathulata
Litsea spathulata är en lagerväxtart som först beskrevs av André Joseph Guillaume Henri Kostermans, och fick sitt nu gällande namn av Kostermans. Litsea spathulata ingår i släktet Litsea och familjen lagerväxter. Inga underarter finns listade i Catalogue of Life.